# کالین بلانت
کالین بلانت (انگلیسی: Colin Blant؛ زادهٔ ۷ اکتبر ۱۹۴۶) بازیکن فوتبال اهل بریتانیا است.
از باشگاه‌هایی که در آن بازی کرده‌است می‌توان به باشگاه فوتبال پورتسموث، باشگاه فوتبال وورکینگتون ای. اف. سی، باشگاه فوتبال دارلینگتون، باشگاه فوتبال روچدیل، باشگاه فوتبال گریمزبی تاون، و باشگاه فوتبال برنلی اشاره کرد.